# Medazzaland
A Medazzaland a Duran Duran kilencedik stúdióalbuma, amit 1997. december 14-én adott ki a Capitol Records. A Billboard 200-on 58. helyet ért el. Európában hivatalosan sose adták ki lemezként.
A Thank You után, John Taylor elhagyta az együttest még mielőtt befejezhették volna a Medazzaland felvételeit. Így csak hárman maradtak az együttesben – Nick Rhodes, Simon Le Bon és Warren Cuccurullo – így folytatták a felvételeket. John Taylor munkássága csak négy számon található meg az albumon. 
Az album gyenge teljesítése után az EMI majdnem két évtizednyi közös munka után szerződést bontott az együttessel. Az EMI tulajdonjogokat adott az együttesnek a Medazzaland-hez. Sajtóhírek alapján az volt az elvárás, hogy az együttes ki fogja adni az Egyesült Királyságban az albumot függetlenül, ami helyett az együttes aláírt a Hollywood Records-szal és kiadta a Pop Trash-t. Európában csak digitálisan elérhető a Medazzaland.

## Kislemezek
Az album kiadása előtt az együttes dalaikat megpróbálta eladni hollywoodi filmstúdióknak, hogy sikeres filmek zenelistáira felkerüljenek. A Paramount Pictures végül szerepeltette az "Out of My Mind"-ot Val Kilmer Az Angyal filmjén. A kislemezen szerepelt a "Silva Halo" B-sideként és a "Sinner or Saint".
1997 márciusában a Virgin Records kiadta az "Out of My Mind" kislemezt nemzetközileg, ami az első dal volt az együttes történetében, amelyet nem az EMI/Parlophone/Capitol hármas adott ki. A kislemez 21. helyig jutott a Brit kislemezlistán májusban.
Az "Out of My Mind" videóklipjét Dean Karr rendezt és Csehországban forgatták a Český Krumlov kastélyban.
Az albumborítót Andrew Day készítette.
Az "Electric Barbarella" (az együttes a nevét a Barbarella című filmből vette) szeptember 16-án jelent meg az Egyesült Államokban és 52. helyig jutott a Billboard Hot 100-on november 1-én.
Az első dalként tekintenek rá, ami elérhető volt letöltésre az interneten és több mixet is készítettek belőle. Egy exkluzív verziót, amelyet Dom T készített 99 centért árulta a Liquid Audio az interneten, ami nem tetszett az amerikai lemezeladó boltoknak, ezért vagy nem voltak hajlandók eladni az albumot, vagy nem segítettek a promóciójában.
A videóklipet Ellen Von Unwerth rendezte, amit cenzúrázni kellett, mert szerepelt benne egy szex robot. Mire a cenzúrázott verziót megjelentették, a dal már nem szerepelt a slágerlistákon.

## Kiadás
Az albumot 1997. december 14-én adták ki Észak-Amerikában és Japánban. A rossz számok miatt, amit az album produkált, az Egyesült Királyságban tervezett kiadásokat átmenetileg visszavonták, majd véglegesen törölték. Európában először 2008-ban tették elérhetővé az iTunes Store-ban.
Több Dél-Amerikai országban is kiadták az albumot CD-ként és kazettaként is.

## Az album címe és stílusa
Az album címét Le Bon egy műtéte alatt kapott tudatmódosító hatású midazolám nyugtató gyógyszer inspirálta.
A "Medazzaland" című szám volt az első, amin nem Le Bon-t hallhattuk énekelni, hanem Nick Rhodes-t. A "Buried in the Sand" John Taylor távozásáról szól. A "Michael You've Got a Lot to Answer For" pedig Le Bon elmondása szerint jó barátjának, Michael Hutchence-nek, az INXS korábbi énekesének írta. Hutchence egy hónappal az album megjelenése után elhunyt.

## Számok
|     | Cím                                    | Hossz |
| --- | -------------------------------------- | ----- |
| 1.  | Medazzaland                            | 3:53  |
| 2.  | Big Bang Generation                    | 4:44  |
| 3.  | Electric Barbarella                    | 5:19  |
| 4.  | Out of My Mind                         | 4:20  |
| 5.  | Who Do You Think You Are?              | 3:27  |
| 6.  | Silva Halo                             | 2:28  |
| 7.  | Be My Icon                             | 5:15  |
| 8.  | Buried in the Sand                     | 4:19  |
| 9.  | Michael You've Got a Lot to Answer For | 4:09  |
| 10. | Midnight Sun                           | 3:41  |
| 11. | So Long Suicide                        | 4:39  |
| 12. | Undergoing Treatment                   | 3:05  |

| 13. | Ball and Chain | 3:58 |

### Feldolgozott dalok
- "Buried in the Sand": "Raga Jaijawanti", eredetileg: Sultan Khan

## Előadók
Az AllMusic adatai alapján.

### Duran Duran
- Nick Rhodes – billentyűk, ének
- Simon Le Bon – ének
- Warren Cuccurullo – gitár, basszus

### További előadók
- John Taylor – basszusgitár
- Steve Alexander – koncert dobok
- Anthony J. Resta – koncert dobok
- Dave DiCenso – koncert dobok
- Tim Garland – szaxofon
- Jake Shapiro – cselló
- Sally Stapleton – vokál
- Madeleine Farley – vokál

### Produceri munka
- David Collins – masterelés

## Slágerlisták
| Slágerlista (1997)          | Legmagasabb pozíció |
| --------------------------- | ------------------- |
| Canada Top Albums/CDs (RPM) | 66                  |
| US Billboard 200            | 58                  |

## Kiadások
A Discogs adatai alapján.
| Réigó                               | Év   | Formátum           | Kiadó           |
| ----------------------------------- | ---- | ------------------ | --------------- |
| Egyesült Államok, Kanada            | 1997 | CD, LP             | Capitol Records |
| Argentína, Venezuela, Mexikó, Japán | 1997 | CD, LP             | Virgin Records  |
| Európa                              | 2008 | digitális letöltés | Capitol Records |

## Fordítás
Ez a szócikk részben vagy egészben  a   Medazzaland című angol Wikipédia-szócikk ezen változatának fordításán alapul.  Az eredeti cikk szerkesztőit annak laptörténete sorolja fel. Ez a jelzés csupán a megfogalmazás eredetét és a szerzői jogokat jelzi, nem szolgál a cikkben szereplő információk forrásmegjelöléseként.